# Казимир II Ленчицкий
Казимир II Ленчицкий (1262/1265 — 10 июня 1294) — один из польских князей периода феодальной раздробленности. Князь  бжесць-куявский и добжинский в 1267—1288 годах (совместно с братьями Владиславом и Земовитом), ленчицкий в 1288—1294 годах. 

## Биография
Казимир был четвертым сыном князя Казимира I Куявского, вторым от его третьего брака с Ефросиньей Опольской, дочери князя Казимира I Опольского. Представитель куяявской линии династии Пястов.
После смерти князя Казимира I Куявского в 1267 году его владения были разделены между сыновьями. Трое младших сыновей от третьего брака – Владислав, Казимир и Земовит – получили Добжинское княжество и восточную часть Куявии с центом в Бжесць-Куявски, выделенную в самостоятельное княжество. До 1275 года, когда старший из братьев, Владислав, был признан совершеннолетним, они находились под опекой матери. Когда Казимир и Земовит достигли совершеннолетия, братья стали совместно управлять своими владениями.
В 1288 году умер их старший сводный брат Лешек II Черный, князь-принцепс Польши, владевший также Ленчицким княжеством. Братья унаследовали Ленчицу и договорились о разелеле своих владений: Владислав Локетек стал единолично править в  Бжесць-Куявском княжестве, Казимир получил Ленчицу, а Земовит – Добжинское княжество.
В 1289 году Казимир II вместе с братом Владиславом I поддержал претензии их троюродного брата Болеслава II Плоцкого на краковский престол. Объединенные силы Плоцка, Бжесца и Ленчицы разгромили 26 февраля силезские войска под командованием Генриха IV Пробуса в битве при Севеже.   Однако, вскоре после этого по неизвестным причинам Болеслав II отказался от своих притязаний на краковский трон, и горожане отдали Вавельский замок Владиславу Локетеку. Владиславу не удалось удержать Краков, который в феврале открыл ворота Генриху IV Пробусу. 
Спустя год Генрих IV скончался, и краковский трон занял князь Пшемысл II Великопольский. Пшемысл заключил союз с Владиславом Локетеком и передал ему Сандомирское княжество. Вскоре, однако, союзники были вынуждены вступить в борьбу с чешским королем Вацлавом II, который, ссылаясь на свое родство с вдовой Лешека Черного Агриппиной, предъявил претензии на польский трон. Началась война, в которой Казимир Ленчицкий полностью поддерживал своего брата. Кампания оказалась неудачной для братьев – осенью 1292 года они потерпели поражение и попали в плен. 9 октября того же года Владислав и Казимир принесли ленную присягу Вацлаву II как князю-принцепсу Польши в обмен на сохранение их куявских владений. 
Получив свободу, Владислав и Казимир не отказались от планов завоевания Кракова и Малой Польши. 6 января 1293 года они встретились в Калише с Пшемыслом II Великопольским и Якубом Свинкой, архиепископом Гнезно, и начали переговоры о совместных действиях по завоеванию великокняжеского трона. Было заключено секретное соглашение, точные детали которого известны только по единственной копии, переданной архиепископу; согласно этому соглашению, Казимир II, Владислав I и Пшемысл II обязались ежегодно выплачивать архиепископству 300 серебряных монет из соляных копей после завоевания столицы Малой Польши. 
4 июня 1294 года литовцы под предводительством великого князя Витеня вторглись в Ленчицкое княжество и разграбили город Ленчицу, столицу княжества. Казимир бросился в погоню за отступающими противником, но потерпел поражение в битве под Трояновом на береге реки Бзура 10 июня 1294 года и был убит. 
Казимир II Ленчицкий не был женат и не оставил потомства. После его гибели Ленчицкое княжество унаследовал его 
старший брат Владислав Локетек.